# Joachim Wuermeling
Joachim Wuermeling (n. 19 iulie 1960, Münster, Germania) este un om politic german, membru al Parlamentului European în perioada 1999-2004 din partea Germaniei.
1. ↑  „Joachim Wuermeling”, Gemeinsame Normdatei, accesat în 27 aprilie 2014
2. ↑  Joachim Wuermeling, Munzinger Personen, accesat în 9 octombrie 2017
3. ↑  Deputații în Parlamentul European